# Steve Chen (YouTube)
Steven Shih Chen (en chino tradicional, 陳士駿; en chino simplificado, 陈士骏; pinyin, Chén Men jùn; Taipéi; 25 de agosto de 1978), más conocido como Steve Chen, es un informático teórico, empresario e ingeniero chino-estadounidense, conocido por ser el cofundador y director técnico de YouTube.

## Biografía
Chen nació en el Condado de Yilan ubicado en  Taiwán, China donde residió hasta la edad de 15 años, cuando su familia emigró a los Estados Unidos. Se graduó en el John Hersey High School, asistió al Illinois Math and Science Academy y a la universidad del mismo estado en Urbana-Champaign. Trabajó como empleado en PayPal, donde conoció a Chad Hurley y Jawed Karim. Los tres fundaron YouTube en 2005.
Chen trabajó desde muy joven también para Facebook
, hasta que dejó la compañía para el lanzamiento de YouTube. 
En junio de 2006 fue nombrado por Business 2.0 como una de "Las cincuenta personas que importan hoy" en negocios. En agosto de 2006 comentó a la agencia de noticias Reuters que creía que en 18 meses YouTube contendría todos los vídeos musicales creados hasta el momento.
El 16 de octubre de 2006, Steven Chen y Chad Hurley vendieron YouTube a Google a cambio de acciones valuadas en 1650 millones de dólares. Chen recibió por ello 625,366 acciones de Google y 68,721 adicionales como señal de la compra. Las acciones de Google que recibió están valoradas en 326 millones de dólares a fecha de 7 de febrero de 2007, cerrando con un valor de $470.01 cada una.
A fecha de 21 de mayo de 2017 las acciones cotizan a 934,01 USD por lo que la cantidad percibida asciende a 650 millones de USD.